# 3032 Evans
3032 Evans eller 1984 CA1 är en asteroid i huvudbältet som upptäcktes den 8 februari 1984 av den amerikanske astronomen Edward L.G. Bowell vid Anderson Mesa Station. Den är uppkallad efter den australiensiske astronomen Robert O. Evans.
Asteroiden har en diameter på ungefär 13 kilometer och den tillhör asteroidgruppen Koronis.